# Primetime-Emmy-Verleihung 1999
Die Emmy-Verleihung 1999 erfolgte am 12. September 1999 im Shrine Auditorium in Los Angeles. Moderiert wurde die Verleihung von Jenna Elfman und David Hyde Pierce. Die Übertragung erfolgte durch Fox. Es war die 51. Auflage der Emmy-Verleihung in der Sparte Primetime.

## Programmkategorien

### Comedyserie
(Outstanding Comedy Series)
- Ally McBeal
- Alle lieben Raymond
- Frasier
- Friends
- Sex and the City

### Dramaserie
(Outstanding Drama Series)
- Practice – Die Anwälte
- Emergency Room – Die Notaufnahme
- Law & Order
- New York Cops – NYPD Blue
- Die Sopranos

### Miniserie
(Outstanding Miniseries)
- Hornblower – Die gleiche Chance
- Große Erwartungen (als Teil des Masterpiece Theater)
- Jeanne d’Arc – Die Frau des Jahrtausends
- 60s – Das Filmerlebnis einer ganzen Generation
- The Temptations – Aufstieg in den Pop-Olymp

### Fernsehfilm
(Outstanding Made for Television Movie)
- A Lesson Before Dying
- Baby Blues
- Dash and Lilly
- Die Silicon Valley Story
- Frank, Dean & Sammy tun es

### Varieté-, Musik- oder Comedyspecial
(Outstanding Variety, Music, or Comedy Special)
- John Leguizamos Freak
- Tony Awards 1998
- Oscarverleihung 1999
- Jerry Seinfeld: I’m Telling You for the Last Time
- George Carlin: You Are All Diseased

### Varieté-, Musik- oder Comedysendung
- Late Show with David Letterman
- The Chris Rock Show
- Dennis Miller Live
- Politically Incorrect
- The Tonight Show with Jay Leno

## Darstellerkategorien

### Hauptdarsteller in einer Comedyserie
(Outstanding Lead Actor in a Comedy Series)
- John Lithgow als Dick Solomon in Hinterm Mond gleich links
- Michael J. Fox als Mike Flaherty in Chaos City
- Kelsey Grammer als Frasier Crane in Frasier
- Paul Reiser als Paul Buchman in Verrückt nach dir
- Ray Romano als Ray Barone in Alle lieben Raymond

### Hauptdarsteller in einer Dramenserie
(Outstanding Lead Actor in a Drama Series)
- Dennis Franz als Andy Sipowicz in New York Cops – NYPD Blue
- James Gandolfini als Tony Soprano in Die Sopranos
- Jerry Orbach als Lennie Briscoe in Law & Order
- Jimmy Smits als Bobby Simone in New York Cops – NYPD Blue
- Sam Waterston als Jack McCoy in Law & Order

### Hauptdarsteller in einer Miniserie oder einem Fernsehfilm
(Outstanding Lead Actor in a Miniseries or Movie)
- Stanley Tucci als Walter Winchell in Winchell – Reporter aus Leidenschaft
- Don Cheadle als Grant Wiggins in A Lesson Before Dying
- Ian Holm als König Lear in King Lear
- Jack Lemmon als Henry Drummond in Wer Sturm sät
- Sam Shepard als Dashiell Hammett in Dash and Lily

### Hauptdarstellerin in einer Comedyserie
(Outstanding Lead Actress in a Comedy Series)
- Helen Hunt als Jamie Buchman in Verrückt nach dir
- Calista Flockhart als Ally McBeal in Ally McBeal
- Jenna Elfman als Dharma Montgomery in Dharma & Greg
- Patricia Heaton als Debra Barone in Alle lieben Raymond
- Sarah Jessica Parker als Carrie Bradshaw in Sex and the City

### Hauptdarstellerin in einer Dramenserie
(Outstanding Lead Actress in a Drama Series)
- Edie Falco als Carmela Soprano in Die Sopranos
- Gillian Anderson als Dana Scully in Akte X – Die unheimlichen Fälle des FBI
- Lorraine Bracco als Jennifer Melfi in Die Sopranos
- Christine Lahti als Kathryn Austin in Chicago Hope – Endstation Hoffnung
- Julianna Margulies als Carol Hathaway in Emergency Room – Die Notaufnahme

### Nebendarsteller in einer Comedyserie
(Outstanding Supporting Actor in a Comedy Series)
- David Hyde Pierce als Niles Crane in Frasier
- Peter Boyle als Frank Barone in Alle lieben Raymond
- John Mahoney als Martin Crane in Frasier
- Peter MacNicol als John Cage in Ally McBeal
- David Spade als Dennis Finch in Just Shoot Me

### Nebendarsteller in einer Dramenserie
(Outstanding Supporting Actor in a Drama Series)
- Michael Badalucco als Jimmy Berluti in Practice – Die Anwälte
- Benjamin Bratt als Reynaldo Curtis in Law & Order
- Steve Harris als Eugene Young in Practice – Die Anwälte
- Steven Hill als Adam Schiff in Law & Order
- Noah Wyle als John Carter in Emergency Room – Die Notaufnahme

### Nebendarstellerin in einer Comedyserie
(Outstanding Supporting Actress in a Comedy Series)
- Kristen Johnston als Sally Solomon in Hinterm Mond gleich links
- Lisa Kudrow als Phoebe Buffay in Friends
- Lucy Liu als Ling Woo in Ally McBeal
- Wendie Malick als Nina van Horn in Just Shoot Me – Redaktion durchgeknipst
- Doris Roberts als Marie Barone in Alle lieben Raymond

### Nebendarstellerin in einer Dramenserie
(Outstanding Supporting Actress in a Drama Series)
- Holland Taylor als Roberta Kittleson in Practice – Die Anwälte
- Lara Flynn Boyle als Helen Gamble in Practice – Die Anwälte
- Kim Delaney als Diane Russell in New York Cops – NYPD Blue
- Camryn Manheim als Ellenor Frutt in Practice – Die Anwälte
- Nancy Marchand als Livia Soprano in Die Sopranos

### Nebendarsteller in einer Miniserie oder einem Fernsehfilm
(Outstanding Supporting Actor in a Miniseries or Movie)
- Peter O’Toole als Bishop Cauchon in Joan of Arc
- Beau Bridges als E. K. Hornbeck in Wer Sturm sät
- Don Cheadle als Sammy Davis Jr. in The Rat Pack
- Peter Fonda als Frank O’Connor in The Passion of Ayn Rand
- Joe Mantegna als Dean Martin in The Rat Pack

### Nebendarstellerin in einer Miniserie oder einem Fernsehfilm
(Outstanding Supporting Actress in a Miniseries or Movie)
- Anne Bancroft als Geraldine Eileen Cummins in Deep in My Heart
- Jacqueline Bisset als Isabelle D’Arc in Joan of Arc
- Olympia Dukakis als Mother Babette in Joan of Arc
- Bebe Neuwirth als Dorothy Parker in Dash and Lilly
- Cicely Tyson als Tante Lou in A Lesson Before Dying
- Dianne Wiest als Sarah McClellan in The Simple Life of Noah Dearborn